# Alois Hynek
Alois Hynek (5. srpna 1842, Dobřichovice – 21. dubna 1909, Praha-Staré Město) byl pražský nakladatel, zakladatel nakladatelství Alois Hynek.

## Život
Narodil se v Dobřichovicích, kde byl jeho otec správcem velkostatku řádu Křižovníků, ale brzy se stal c. k. berním úředníkem a rodina přesídlila do Karlína. Otec rozhodl, že jeden z jeho synů se stane obchodníkem. (Sourozenec František Hynek (1837-1905) byl v letech 1881-1902 basistou Národního divadla v Praze.)
Po vyučení u kupce Zlatohlávka nastoupil k pražskému novoměstskému knihkupci Zikmundu Bensingerovi z Mannheimu, který kromě knih prodával hudebniny a výtvarné potřeby. Brzy se osamostatnil, roku 1869 převzal Zlatohlávkův obchod. Podle nekrologu v časopisu Nové pařížské mody, který Hynek vydával, otevřel na Štědrý den roku 1870 knihkupectví v domě čp. 596/I, na Betlémském náměstí 8. V tomto domě také od roku 1879 bydlel.
Roku 1891 založil nové nakladatelství a knihkupectví v čtyřtraktovém domě čp. 598/I U černého orla v Celetné ulici 11, se zadním průčelím do Štupartské ulice, . Do tohoto domu se přestěhoval a podnik časem rozšířil o antikvariát, knihařství, prodej hudebnin, první český obchod s malířskými potřebami a velkoobchod s papírem, který vedl jeho švagr Macháček.
Spoluvlastnil také tiskárnu ve Slaném.
Po jeho smrti zdědil podnik jeho syn JUDr. Gustav Hynek (1911-1945), který musel ediční činnost utlumit kvůli válečným poměrům a brzy podlehl plicní chorobě. Až do roku 1949, kdy byl podnik znárodněn, vedl nakladatelství Aloisův bratr ing. Kristián Hynek.